# Ponca City
Ponca City is een plaats (city) in de Amerikaanse staat Oklahoma, en valt bestuurlijk gezien onder Kay County en Osage County.

## Demografie
Bij de volkstelling in 2000 werd het aantal inwoners vastgesteld op 25.919.
In 2006 is het aantal inwoners door het United States Census Bureau geschat op 24.710, een daling van 1209 (-4.7%).

## Geografie
Volgens het United States Census Bureau beslaat de plaats een oppervlakte van
50,0 km², waarvan 46,9 km² land en 3,1 km² water. Ponca City ligt op ongeveer 308 m boven zeeniveau.

## Plaatsen in de nabije omgeving
De onderstaande figuur toont nabijgelegen plaatsen in een straal van 20 km rond Ponca City.